# Falange Española de las JONS (1976)
Falange Española de las JONS (in italiano Falange Spagnola delle Giunte di Offensiva Nazional-Sindacalista) è un partito politico spagnolo di ideologia nazionalsindacalista e falangista.

## Storia
È sorto per iniziativa di alcuni segmenti della disciolta Falange Española Tradicionalista y de las JONS nel 1976 durante la Transizione spagnola.
Si autodichiara l'unico erede legittimo della Falange Española de las Juntas de Ofensiva Nacional Sindicalista fondata da José Antonio Primo de Rivera e Ramiro Ledesma Ramos nel 1934 e soppressa nel 1937 da Francisco Franco. 
Fondato e guidato inizialmente da Raimundo Fernández-Cuesta, già segretario della FET de las JONS, nel corso degli anni e soprattutto a partire dalla presidenza di Diego Márquez Horrillo, il partito ha sviluppato una forte avversione per il passato regime franchista. A questo viene infatti imputata la repressione del nazionalsindacalismo e lo scioglimento della Falange Spagnola autentica di Primo de Rivera nel 1937 con l'incarcerazione del suo leader, all'epoca Manuel Hedilla.
Presentatosi da solo alle prime elezioni democratiche costituenti del 1977, rifiutandosi sia di confluire nella coalizione di destra Alianza Popular, che in quella neofranchista (Alianza Nacional 18 de Julio), il partito non ottenne alcun seggio. Nel 1979, all’interno della coalizione Unión Nacional insieme a Fuerza Nueva e altri movimenti minori di estrema destra ottenne un deputato, il leader di FN Blas Piñar. 
Animata dai Círculos Doctrinales José Antonio che in questa confluirono definitivamente nei primi anni 1980 insieme ad altre organizzazioni neofalangiste minori, la Falange Española de las JONS rappresenta attualmente una delle realtà più longeve dell'estrema destra iberica. 
Dal 26 giugno 2011, l'incarico di jefe nacional (segretario nazionale) è ricoperto dal giornalista Norberto Pico.
Il 30 settembre 2018, insieme a Democracia Nacional, Alternativa Española e FE - La Falange ha dato vita alla coalizione euroscettica ADÑ Identidad Española con cui ha concorso alle Elezioni europee del 2019.
Nel marzo del 2020, una deputata non iscritta a nessun gruppo del Parlamento della Comunità autonoma dell'Andalusia, Luz Belinda Rodríguez, è entrata nel partito dopo aver abbandonato Vox.
Belinda Rodríguez è il primo esponente falangista a sedere in un parlamento regionale spagnolo.

## Organi paralleli
Il partito è dotato di un'organizzazione giovanile, le Joventudes Falangistas de FE de las JONS (Gioventù Falangiste). Questa, a sua volta, ha un'emanazione universitaria chiamata Frente de Estudiantes Sindicalistas (Fronte degli Studenti Sindacalisti), riprendente il nome dell'omonimo movimento studentesco falangista anti-franchista degli anni ‘60, di cui ha fatto parte lo stesso Pico.
Fin dagli anni ‘70, inoltre, la FE de las JONS è legata al sindacato Unión Nacional de Trabajadores (Unione Nazionale dei Lavoratori).
L'UNT si riconosce nei principi del sindacalismo nazionale ed è l'unica forza sindacale in Spagna a richiamarsi apertamente alla Dottrina sociale cattolica nel suo statuto. Le categorie dove ottiene maggiore rappresentanza sono i professori di religione e la vigilanza privata. 
Dal 1º maggio 2008, il presidente del sindacato UNT è Jorge Garrido San Román.

## Segretari nazionali
- Raimundo Fernández-Cuesta (1976-1983)
- Diego Márquez Horrillo (1983-1995)
- Gustavo Morales (1995-1997)
- Diego Márquez Horrillo (1997-2011)
- Norberto Pico Sanabria (2011)